# 贝拉尔
贝拉尔（荷蘭語：Berlaar，荷蘭語發音：[ˈbɛrlaːr] ⓘ）是比利时弗拉芒大區安特衛普省梅赫倫區的一个市镇，通行荷蘭語，是弗拉芒社群的一部分，面积24.57平方千米，人口11,656人（2020年1月1日）。